# هارلو پی‌جی سی-۲
هارلو پی‌جی سی-۲ (به انگلیسی: Harlow_PJC-2) یک هواگرد ملخ‌پیشین تک‌موتوره از نوع چهار سرنشینه تک باله ساخت شرکت Harlow Aircraft Company است. هواگرد هارلو پی‌جی سی-۲ نخستین پروازش را در ۱۹۳۷ میلادی انجام داد. در مجموع، تعداد ۱۱ فروند از این هواگرد ساخته شده‌است.
طراح این هواگرد، Max B. Harlow بود.